# Arboretum
Een arboretum of bomentuin (meervoud: arboreta) is een verzameling van levende bomen en struiken in een (grote) tuin of een park. Het woord arboretum stamt van het Latijnse arbor, boom. Het doel van de aanleg van zo'n levende verzameling van bomen en struiken kan zijn om kennis en materiaal te vergaren voor de bosbouw of boomkwekerijen, om een zuiver wetenschappelijke collectie te vormen, of met een educatief doel. Een arboretum kan ook een herbarium bezitten, waarin gedroogde delen van bomen en struiken worden bewaard. 
Een arboretum is een gespecialiseerde botanische tuin. Waar in een botanische tuin allerlei soorten planten worden gehouden, gaat het in een arboretum vooral om winterharde houtige planten. Een arboretum kan een onderdeel van een botanische tuin vormen. 
In een arboretum worden de bomen en struiken al dan niet systematisch gegroepeerd (soms geografisch), en wordt er, rekening houdend met de klimatologische omstandigheden, veelal naar gestreefd een zo volledig mogelijk aantal soorten en variëteiten te houden, of vertegenwoordigers van alle voor een educatief doel van belang geachte groepen. Bij de aanleg van een arboretum wordt er veelal naar gestreefd de afzonderlijke individuen goed tot hun recht te laten komen. Naamgeving en etikettering spelen een rol. 

## Geschiedenis
De eerste arboreta werden door vorsten en rijke particulieren aangelegd met de bedoeling te pronken met hun welstand. Het wetenschappelijke aspect kreeg weldra de overhand. Aan het verzamelingsaspect werden later ook reservaatdoeleinden verbonden en utilitaire aspecten (nuttigheidsaspecten). Zo werd en wordt in arboreta uitgeprobeerd hoe bomen uit andere klimaatzones zich in ons klimaat zullen gedragen. Ook begraafplaatsen kunnen zich tot arboreta ontwikkelen zoals de begraafplaats, crematorium en gedenkpark De Nieuwe Ooster in Amsterdam-Oost-Watergraafsmeer.

## Publieke functie
Veel arboreta zijn tegenwoordig toegankelijk voor het publiek, veelal tegen betaling.

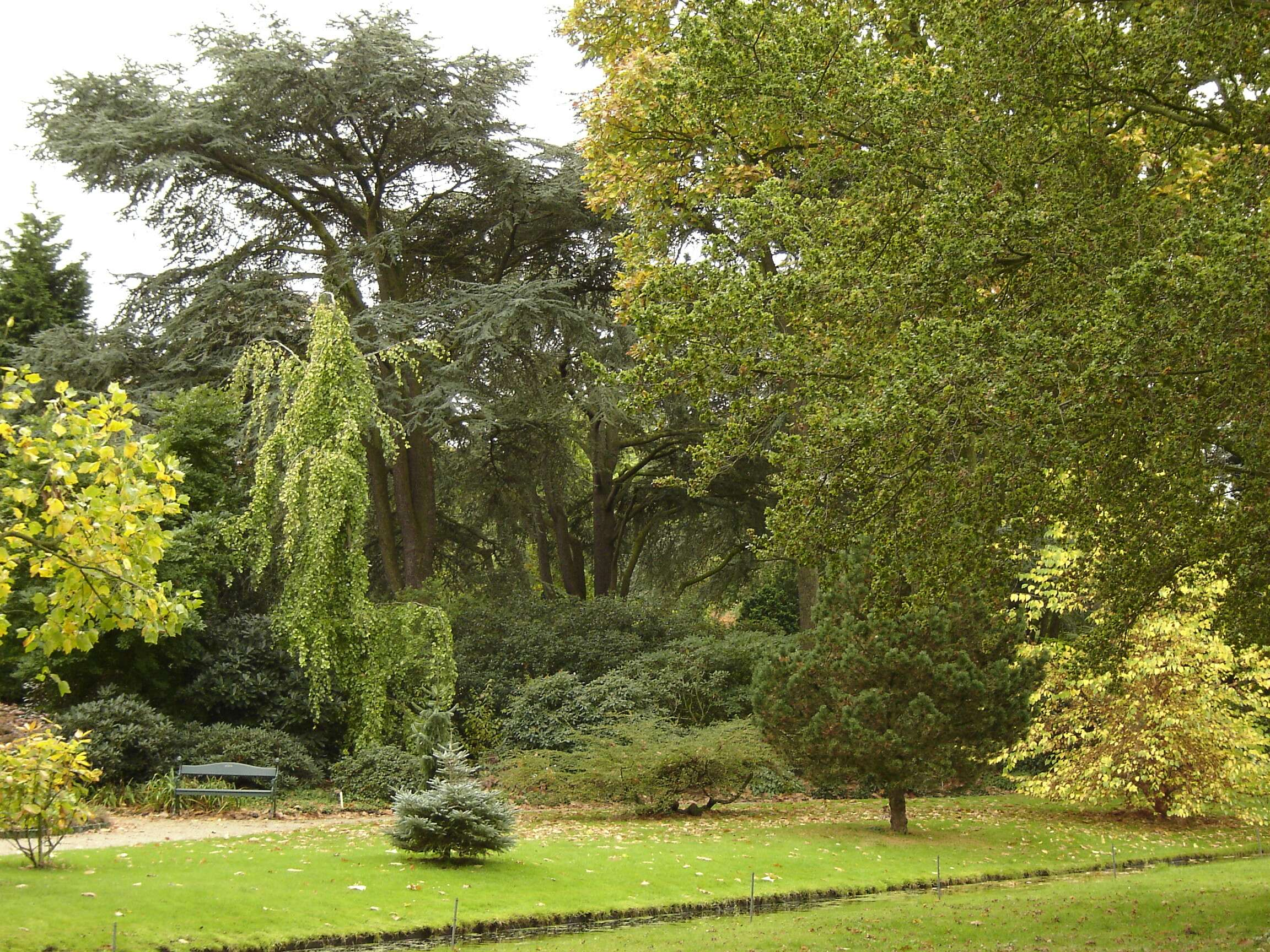
Trompenburg Tuinen & Arboretum, Rotterdam
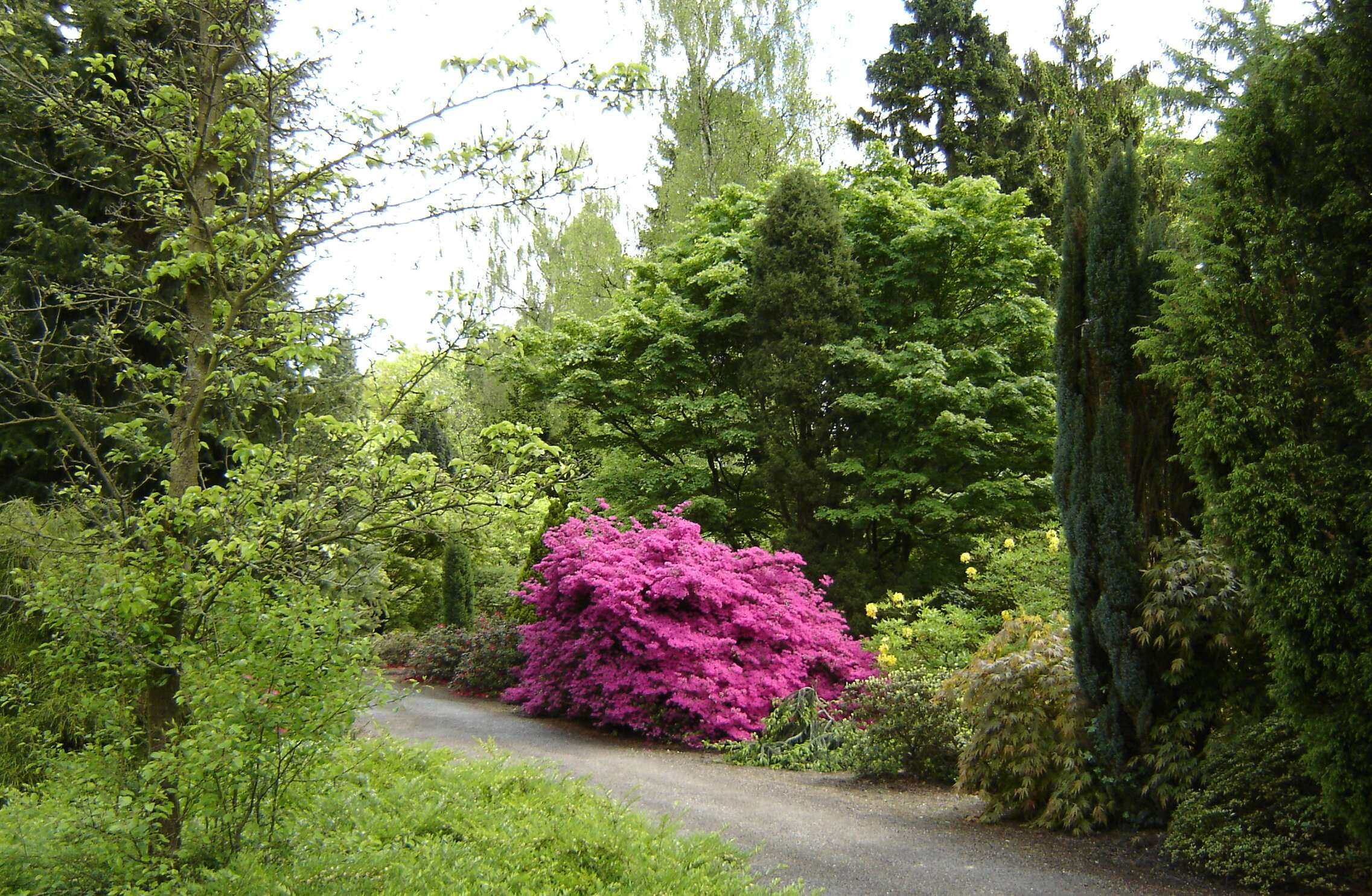
Von Gimborn Arboretum, Doorn
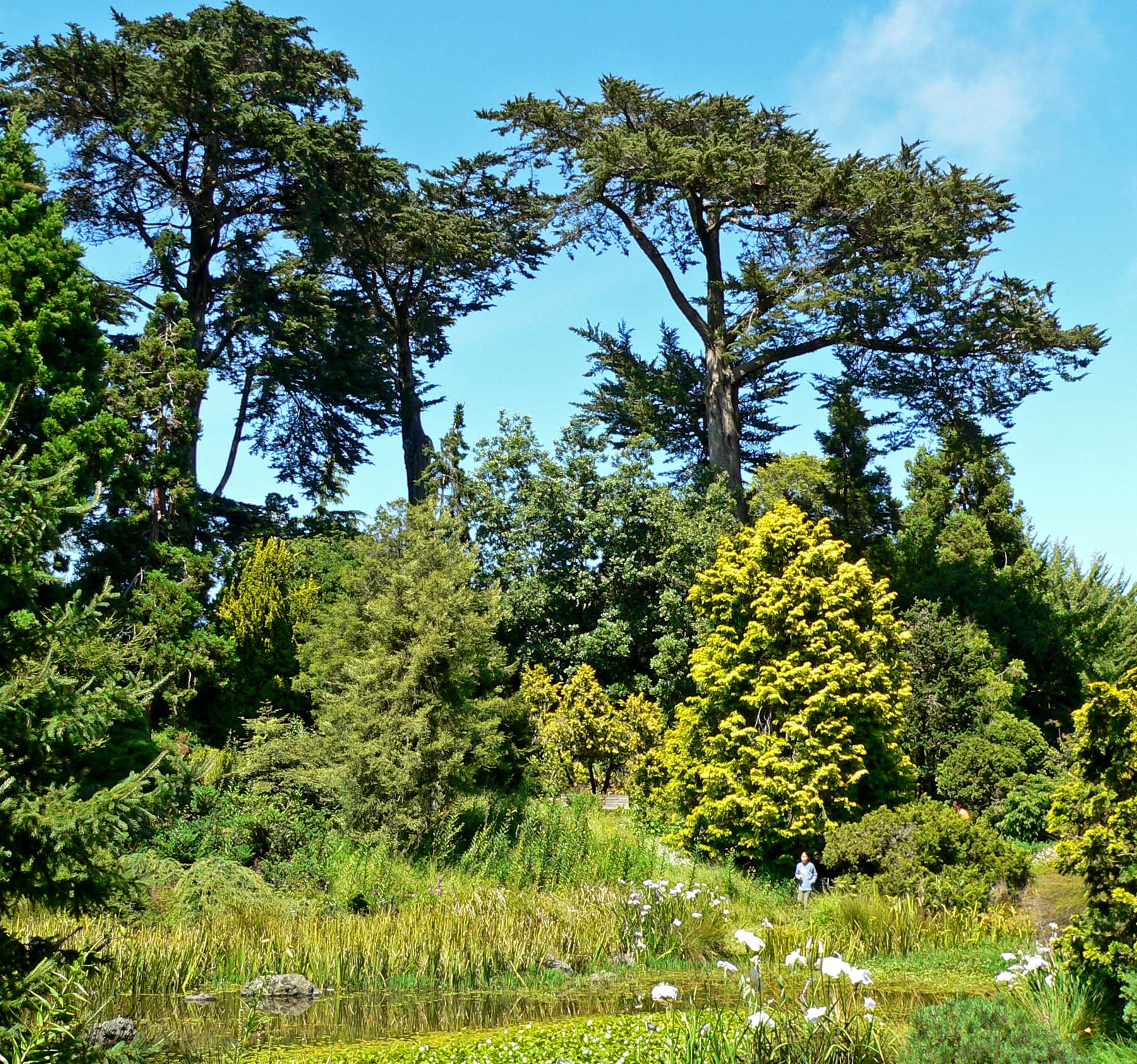
San Francisco: botanische tuin met cipressen
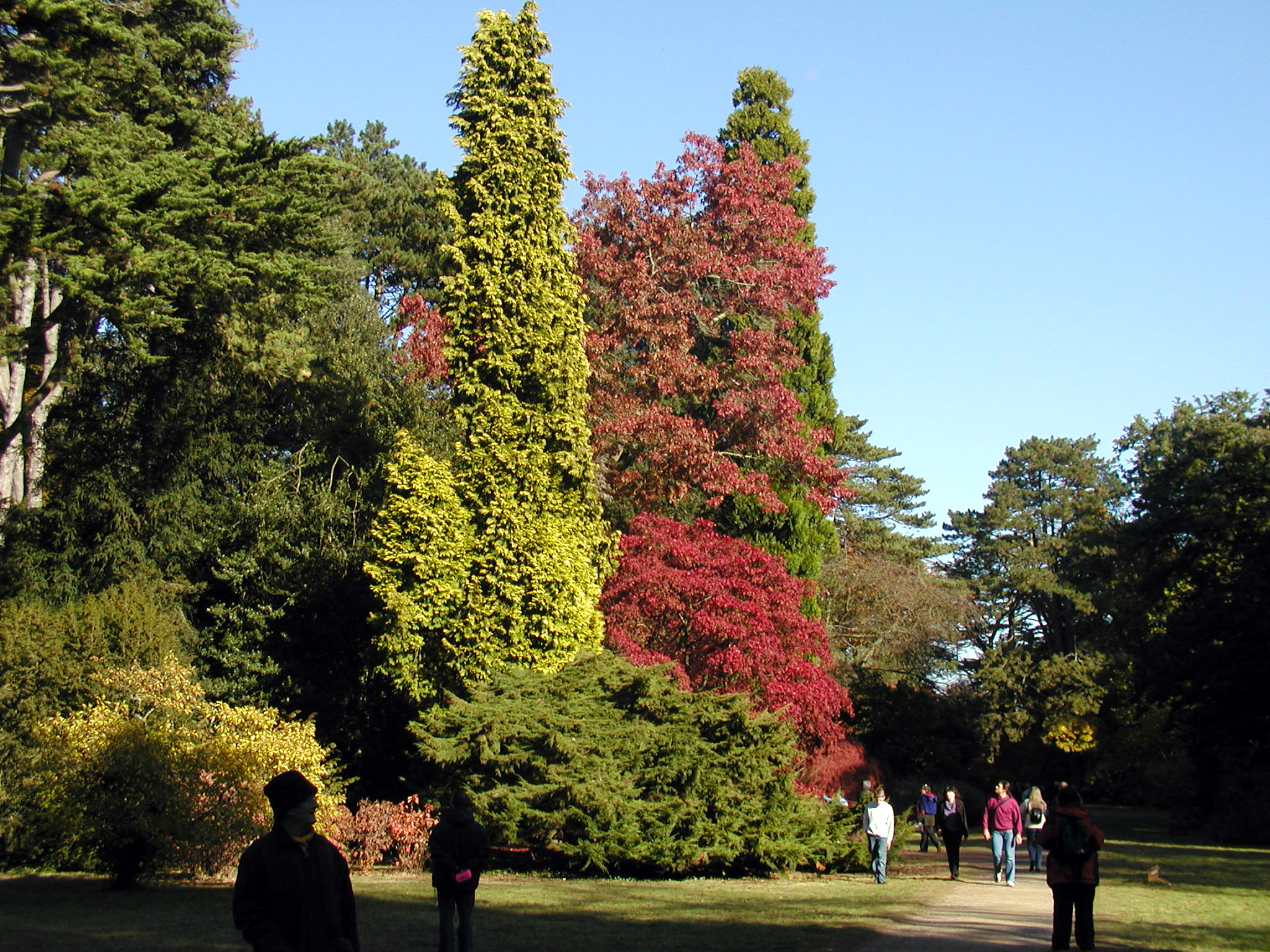
Westonbirt Arboretum, Gloucestershire
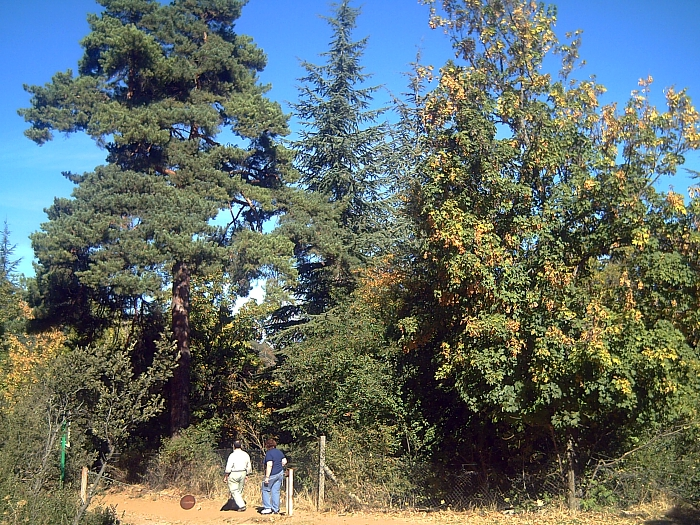
Alfaguara, Granada
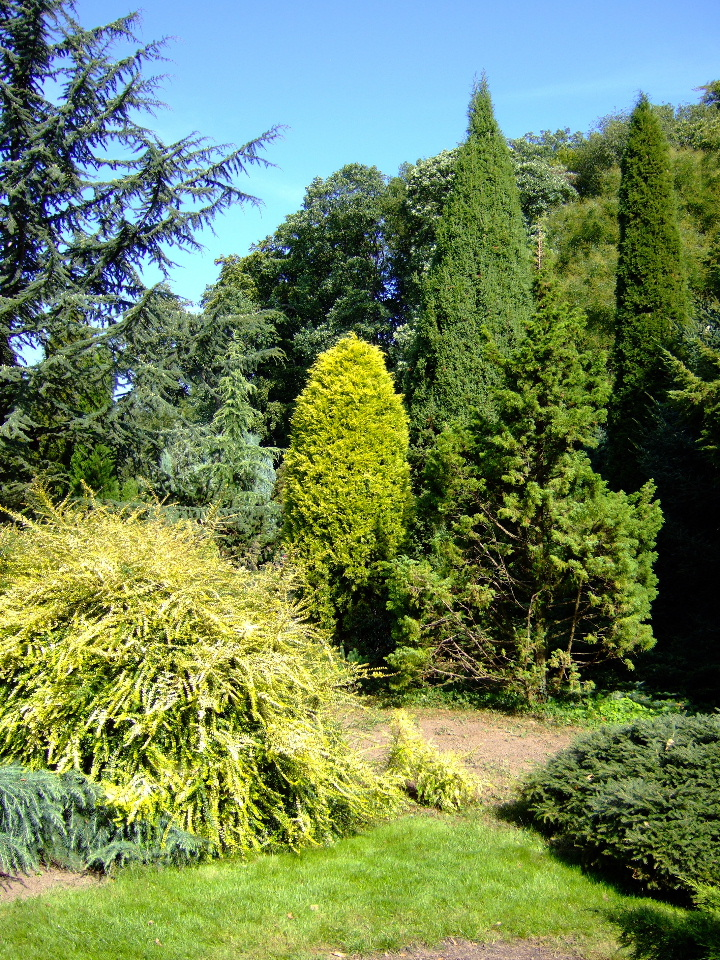
Park Härle, Bonn
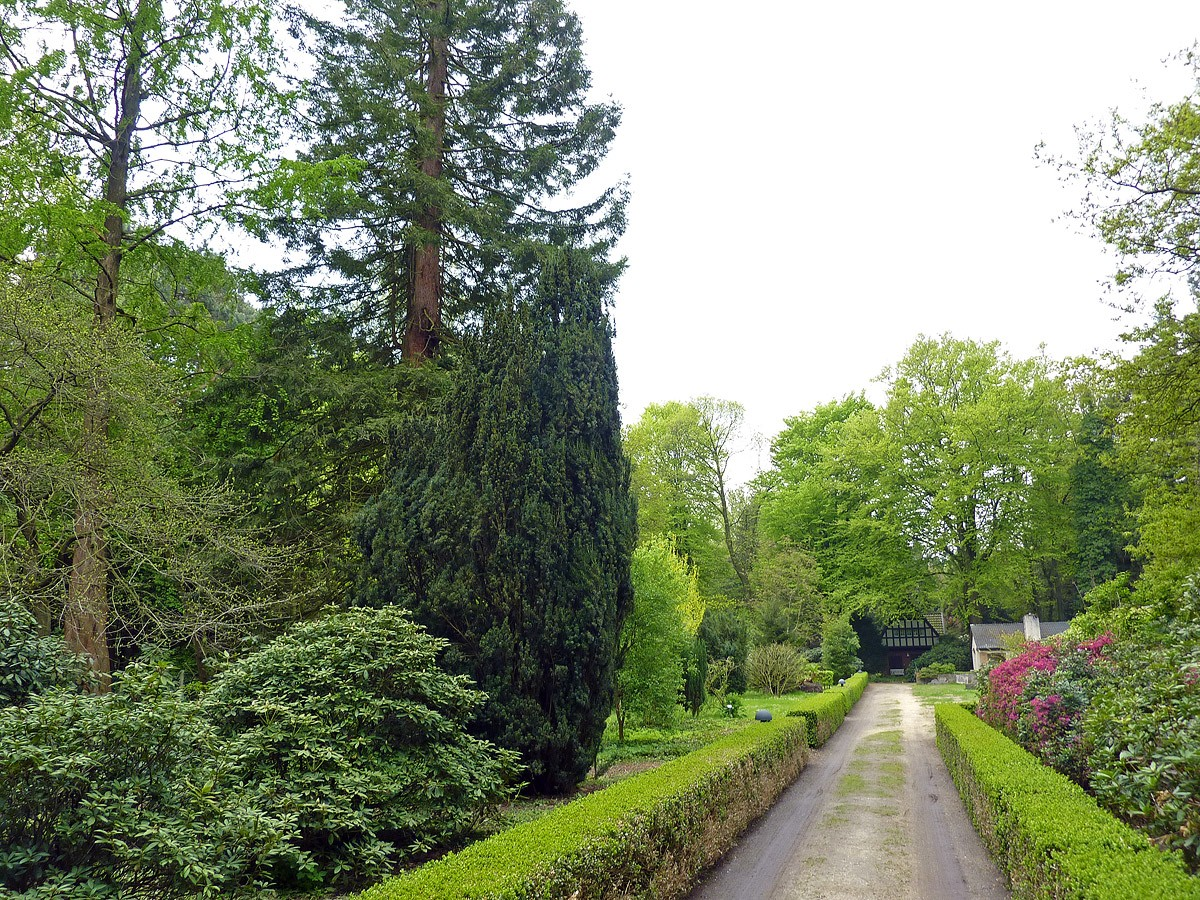
Arboretum Sequoiafarm Kaldenkirchen (Duitsland)

## Gespecialiseerde arboreta
Binnen de arboreta nemen de pineta een speciale plaats in. Een pinetum is een arboretum met hoofdzakelijk coniferen (naaldbomen). 
Men treft de aanduiding populetum aan: zo'n arboretum bevat alleen vertegenwoordigers van het geslacht Populus (populieren), bijvoorbeeld het Populetum Den Horn. In Boskoop bevindt zich een aceretum: een esdoornpark.
Een salicetum is een levende verzameling van verschillende wilgensoorten of -rassen. Een voorbeeld is te vinden in het Vrijbroekpark te Mechelen.